# Scoparia sinuata
Scoparia sinuata là một loài bướm đêm trong họ Crambidae.